# Livingston (azienda)

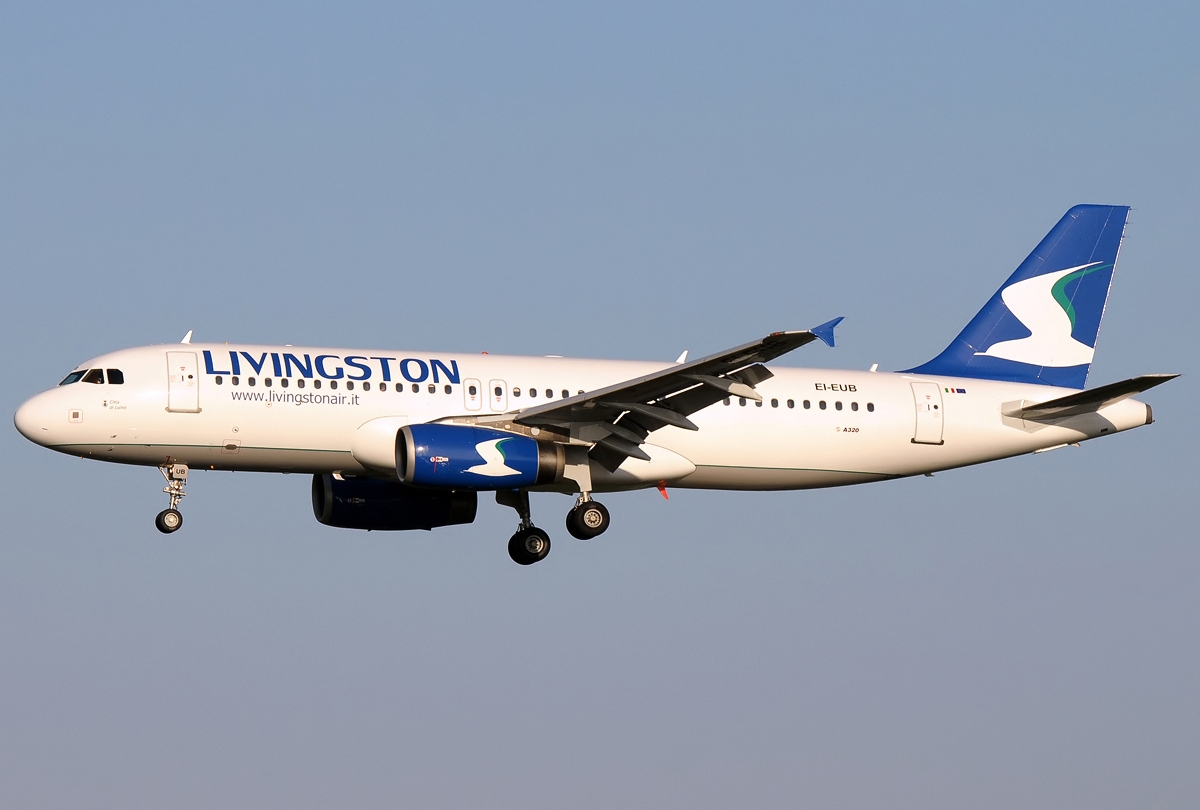
Airbus A320 in fase di atterraggio.

L'area operativa dell'aerolinea

Livingston (ufficialmente New Livingston S.p.A.) è stata una compagnia aerea che ha acquisito il nome, i diritti di atterraggio e altri asset dalla procedura di liquidazione della compagnia Livingston Energy Flight (Livingston S.p.A) a sua volta erede di Lauda Air Italia.

## Storia
Dopo il fallimento della precedente compagnia, la "nuova" Livingston nasce il 16 dicembre 2011, sotto l'egida dell'imprenditore Riccardo Toto. Il primo volo della compagnia avviene il 31 marzo 2012, sulla tratta Milano Malpensa-Marsa Alam, operato con l'Airbus A320 EI-ERH, che a maggio viene affiancato dal gemello EI-EUA. Il primo volo a lungo raggio avviene il 19 dicembre 2012 con l'Airbus A330 CS-TFZ, ceduto in damp lease dalla società portoghese Hi Fly. Nell'agosto del 2012 contribuisce alla copertura di parte dei voli WindJet, dopo il fallimento di quest'ultima.

### 2013
Il 27 marzo 2013 nasce Livingston Executive - la proposta business e per i voli privati di Livingston - con sede legale a Cardano al Campo e con partenze garantite da aeroporti italiani e internazionali. La flotta di Livingston Executive è composta da Jet Dassault Falcon 2000 – di cui uno nella nuova versione LX, moderni bireattori con motori ad altissime prestazioni, che consentono di risparmiare carburante e di limitare le emissioni di CO2, nel massimo rispetto dell'ambiente.
Oltre alle altre destinazioni, dal 27 ottobre 2013, con l'entrata in vigore della nuova Continuità Territoriale Sarda, la compagnia collega l'Aeroporto di Roma-Fiumicino con l'Aeroporto di Alghero-Fertilia, terza base operativa del vettore.
Durante la stagione inverno 2013-2014, New Livingston riprende le operazioni di lungo raggio con le stesse modalità di noleggio dell'inverno precedente, prevalentemente sulla direttrice Milano Malpensa - Kenya. Le operazioni terminano nel corso del mese di gennaio 2014.
Il 18 dicembre 2013 New Livingston annuncia nuovi collegamenti di linea e charter in partenza dagli aeroporti di Milano-Malpensa, Roma-Fiumicino, Torino, Verona e Bologna: 
- il 22 dicembre 2013 inizia il collegamento di linea diretto a Skopje (Macedonia del Nord) con partenza da Roma-Fiumicino;
- a partire dal 18 dicembre 2013, la compagnia collega gli aeroporti di Milano-Malpensa, Verona e Bologna all'Albania (Tirana), con frequenze bisettimanali di linea;
- il 28 dicembre prende il volo il collegamento di linea diretto a Mosca in partenza da Torino-Caselle;
- dal 20 dicembre, Livingston ha riavviato i collegamenti di linea di lungo raggio dagli aeroporti di Milano;
  - Malpensa e Roma-Fiumicino verso il Kenya (Mombasa), che è programmato con frequenza bisettimanale;
  - il volo diretto in Tanzania (Zanzibar) in partenza dagli aeroporti di Malpensa e Roma-Fiumicino, che è programmato con una frequenza settimanale;

I collegamenti intercontinentali verranno interrotti al termine della stagione invernale 2013.

### 2014
Al 1º gennaio 2014 Livingston ha effettuato 20.500 ore di volo, trasportato oltre 900.000 passeggeri, raggiunto oltre 100 destinazioni ed è compagnia partner di 30 tour operator italiani e stranieri.
Il 12 febbraio 2014 alla BIT 2014 Livingston annuncia l'ampliamento della flotta per arrivare a 7 aeromobili operanti nella stagione estiva.
Livingston ha, inoltre, iniziato a collegare l'aeroporto di Tirana con dieci destinazioni in collaborazione con il tour operator Fly Albania: Milano, Bergamo, Cuneo, Genova, Verona, Venezia, Bologna, Ancona, Roma e Londra.
I voli diretti a Skopje (Macedonia del Nord) partiranno da Roma-Fiumicino, mentre l'aeroporto di Pristina (Kosovo) sarò raggiunto da Milano-Malpensa, Verona, Venezia e Bologna in collaborazione con il partner Kosova Airlines.
Mosca e San Pietroburgo saranno operate dagli aeroporti di Verona e Rimini, ma a seguito dell'esito del bando di assegnazione dei diritti di traffico verso la Federazione Russa, Livingston intende ampliare già dalla stagione estiva il proprio network in partenza da più città italiane, tra cui Alghero.
Per quanto concerne i collegamenti charter in collaborazione con i tour operator partner italiani e stranieri verso le destinazioni leisure e per le vacanze studio, il network di Livingston è il seguente: Italia, Grecia, Spagna, Egitto, Israele, Tunisia, Inghilterra e Irlanda, con voli in partenza da più aeroporti italiani.
Il 24 marzo 2014 Livingston annuncia due voli settimanali in partenza da Bergamo e Bologna per raggiungere l'isola di Pantelleria e il successivo 28 marzo 2014 rinnova gli accordi commerciali con il tour operator Sogni nel Blu, leader per i soggiorni sull'isola di Lampedusa, programmando due voli settimanali con partenza da Milano Malpensa e da Bologna.
Il 6 giugno 2014 Livingston è costretta a interrompere i voli di linea tra Roma-Fiumicino ed Alghero in regime di continuità territoriale a causa di "gravi inadempienze contrattuali" rilevate dalla Regione, dal TAR della Sardegna e dal Consiglio di Stato.
Il 25 giugno 2014 l'ENAC annuncia la sospensione della licenza di volo del vettore aereo a partire dal 14 luglio 2014 ma il 30 giugno l'ENAC stessa ripristina la licenza.
Il 7 ottobre 2014 la New Livingston S.p.a. chiude le operazioni di volo per problemi finanziari e l'ENAC revoca la licenza di volo.
Il 29 marzo 2015 il Tribunale di Busto Arsizio ha decretato l'insolvenza della società e aperto la procedura concorsuale.